# Lista över avsnitt av Solsidan
Detta är en avsnittsguide till Solsidan.

## Säsongsöversikt
| Säsong | Säsong | År   | Avsnitt | Avsnitt | Originalvisning       | Originalvisning      | Originalvisning |
| Säsong | Säsong | År   | Avsnitt | Avsnitt | Första sändningsdatum | Sista sändningsdatum | Originalkanal   |
| ------ | ------ | ---- | ------- | ------- | --------------------- | -------------------- | --------------- |
|        | 1      | 2010 | 10      | 10      | 29 januari            | 9 april              | TV4             |
|        | 2      | 2011 | 10      | 10      | 16 januari            | 20 mars              | TV4             |
|        | 3      | 2012 | 10      | 10      | 7 oktober             | 9 december           | TV4             |
|        | 4      | 2013 | 10      | 10      | 20 oktober            | 22 december          | TV4             |
|        | 5      | 2015 | 10      | 10      | 18 oktober            | 20 december          | TV4             |
|        | 6      | 2019 | 10      | 10      | 20 oktober            | 22 december          | TV4 / C More    |
|        | 7      | 2021 | 10      | 10      | 17 oktober            | 19 december          | TV4 / C More    |

## Avsnitt

### Säsong 1 (2010)
| Nr i serien | Nr i säsongen | Titel                                | Regissör            | Manus               | Sändningsdatum   | Tittarsiffror (miljoner) |
| ----------- | ------------- | ------------------------------------ | ------------------- | ------------------- | ---------------- | ------------------------ |
| 1           | 1             | "Inflytten"                          | Felix Herngren      | Ulf Kvensler        | 29 januari 2010  | 1,84                     |
| 2           | 2             | "Är jag pappa till barnet?"          | Felix Herngren      | Ulf Kvensler        | 5 februari 2010  | 1,48                     |
| 3           | 3             | "Namndiskussion och tråkiga grannar" | Ulf Kvensler        | Ulf Kvensler        | 12 februari 2010 | 1,50                     |
| 4           | 4             | "Parmiddagshets"                     | Ulf Kvensler        | Jacob Seth Fransson | 19 februari 2010 | 1,35                     |
| 5           | 5             | "Alex hatar Ove"                     | Ulf Kvensler        | Pontus Edgren       | 26 februari 2010 | 1,19                     |
| 6           | 6             | "Åldersnoja"                         | Jacob Seth Fransson | Jacob Seth Fransson | 5 mars 2010      | 1,54                     |
| 7           | 7             | "Nya vänner"                         | Jacob Seth Fransson | Ulf Kvensler        | 12 mars 2010     | 1,53                     |
| 8           | 8             | "Kim på middag"                      | Jacob Seth Fransson | Felix Herngren      | 19 mars 2010     | 1,63                     |
| 9           | 9             | "Midsommarfesten"                    | Ulf Kvensler        | Ulf Kvensler        | 2 april 2010     | 1,57                     |
| 10          | 10            | "Förlossningen"                      | Jacob Seth Fransson | Jacob Seth Fransson | 9 april 2010     | 1,54                     |

### Säsong 2 (2011)
| Nr i serien | Nr i säsongen | Titel                                         | Regissör            | Manus                             | Sändningsdatum                                                                  | Tittarsiffror (miljoner) |
| ----------- | ------------- | --------------------------------------------- | ------------------- | --------------------------------- | ------------------------------------------------------------------------------- | ------------------------ |
| 11          | 1             | "Frieriet"                                    | Felix Herngren      | Ulf Kvensler                      | 14 januari 2011 (TV4 Play Premium, FST5) 16 januari 2011 (TV4)                  | 2,52                     |
| 12          | 2             | "En miljardär flyttar till Solsidan"          | Felix Herngren      | Felix Herngren                    | 16 januari 2011 (TV4 Play Premium) 21 januari 2011 (FST5) 23 januari 2011 (TV4) | 2,231                    |
| 13          | 3             | "Alex mamma har en ny kille"                  | Jacob Seth Fransson | Jacob Seth Fransson               | 23 januari 2011 (TV4 Play Premium) 30 januari 2011 (TV4, FST5)                  | 2,325                    |
| 14          | 4             | "Skrikande fågel ställer till det"            | Jacob Seth Fransson | Pontus Edgren                     | 30 januari 2011 (TV4 Play Premium) 6 februari 2011 (TV4, FST5)                  | 2,308                    |
| 15          | 5             | "Cancernoja och ideellt arbete"               | Johan Rheborg       | Johan Rheborg                     | 6 februari 2011 (TV4 Play Premium) 13 februari 2011 (TV4, FST5)                 | 2,364                    |
| 16          | 6             | "Besvärlig sjukling gäckar Fredde"            | Jacob Seth Fransson | Jacob Seth Fransson Johan Rheborg | 13 februari 2011 (TV4 Play Premium) 20 februari 2011 (TV4, FST5)                | 2,248                    |
| 17          | 7             | "Mickan oroar sig för att Fredde ska bli fet" | Ulf Kvensler        | Felix Herngren                    | 20 februari 2011 (TV4 Play Premium) 27 februari 2011 (TV4, FST5)                | 2,184                    |
| 18          | 8             | "Fredde och Mickan åker på slottsweekend"     | Jacob Seth Fransson | Jacob Seth Fransson Pontus Edgren | 27 februari 2011 (TV4 Play Premium) 6 mars 2011 (TV4, FST5)                     | 2,025                    |
| 19          | 9             | "Fredde testar singellivet"                   | Ulf Kvensler        | Johan Rheborg                     | 6 mars 2011 (TV4 Play Premium) 13 mars 2011 (TV4, FST5)                         | 2,170                    |
| 20          | 10            | "Bröllopet"                                   | Ulf Kvensler        | Ulf Kvensler                      | 13 mars 2011 (TV4 Play Premium) 20 mars 2011 (TV4, FST5)                        | 2,164                    |

### Säsong 3 (2012)
| Nr i serien | Nr i säsongen | Titel                  | Regissör                         | Manus                                | Sändningsdatum   | Tittarsiffror (miljoner) |
| ----------- | ------------- | ---------------------- | -------------------------------- | ------------------------------------ | ---------------- | ------------------------ |
| 21          | 1             | "Husköpet"             | Felix Herngren & Niclas Carlsson | Felix Herngren                       | 7 oktober 2012   | 2,03                     |
| 22          | 2             | "The Switch"           | Måns Herngren                    | Daniella Mendel-Enk                  | 14 oktober 2012  | 1,92                     |
| 23          | 3             | "Samåkning"            | Måns Herngren                    | Mia Skäringer & Josephine Bornebusch | 21 oktober 2012  | 1,94                     |
| 24          | 4             | "Släktforskning"       |                                  | TBA                                  | 28 oktober 2012  | 1,97                     |
| 25          | 5             | "Inneboende"           |                                  | Niclas Carlsson                      | 4 november 2012  | 1,84                     |
| 26          | 6             | "Sittkissaren"         |                                  |                                      | 11 november 2012 | 1,76                     |
| 27          | 7             | "Kompensationsfaktorn" |                                  |                                      | 18 november 2012 | 1,91                     |
| 28          | 8             | "Miljövänlig"          |                                  |                                      | 25 november 2012 | 1,95                     |
| 29          | 9             | "Kemtvätten"           |                                  | Niclas Carlsson                      | 2 december 2012  | 1,81                     |
| 30          | 10            | "Vattnet går"          | Tova Magnusson                   | Niclas Carlsson, Jesper Harrie       | 9 december 2012  | 1,81                     |

### Säsong 4 (2013)
| Nr i serien | Nr i säsongen | Titel              | Regissör                        | Manus                          | Sändningsdatum   | Tittarsiffror (miljoner) |
| ----------- | ------------- | ------------------ | ------------------------------- | ------------------------------ | ---------------- | ------------------------ |
| 31          | 1             | "Begravningen"     | Måns Herngren                   | Jesper Harrie, Niclas Carlsson | 20 oktober 2013  | 1,775                    |
| 32          | 2             | "Bucket list"      | Måns Herngren                   | Pontus Edgren                  | 27 oktober 2013  | 1,715                    |
| 33          | 3             | "Vit månad"        | Hans Ingemansson                | Jesper Harrie                  | 3 november 2013  | 1,645                    |
| 34          | 4             | "Pappaledig"       | Hans Ingemansson                | Jesper Harrie, Niclas Carlsson | 10 november 2013 | 1,628                    |
| 35          | 5             | "Missing People"   | Tova Magnusson                  | Josephine Bornebusch           | 17 november 2013 | 1,634                    |
| 36          | 6             | "Fars dag"         | Tova Magnusson                  | Niclas Carlsson                | 24 november 2013 | 1,533                    |
| 37          | 7             | "Porträttet"       | Niclas Carlsson, Felix Herngren | Pontus Edgren                  | 1 december 2013  | 1,656                    |
| 38          | 8             | "Total bukplastik" | Niclas Carlsson, Felix Herngren | Jesper Harrie                  | 8 december 2013  | 1,598                    |
| 39          | 9             | "Rättegången"      | Måns Herngren                   | Niclas Carlsson                | 15 december 2013 | 1,258                    |
| 40          | 10            | "Dopet"            | Måns Herngren                   | Jesper Harrie, Niclas Carlsson | 22 december 2013 | 1,244                    |

### Säsong 5 (2015)
| Nr i serien | Nr i säsongen | Titel              | Regissör                     | Manus                            | Sändningsdatum   | Tittarsiffror (miljoner) |
| ----------- | ------------- | ------------------ | ---------------------------- | -------------------------------- | ---------------- | ------------------------ |
| 41          | 1             | "Skönhetssalongen" | Måns Herngren                | Niclas Carlsson                  | 18 oktober 2015  | 1,981                    |
| 42          | 2             | "Parterapi"        | Måns Herngren                | Jacob Seth Fransson              | 25 oktober 2015  | 1,805                    |
| 43          | 3             | "Ecoplug"          | Hans Ingemansson             | Jesper Harrie                    | 1 november 2015  | 1,649                    |
| 44          | 4             | "Provseparationen" | Hans Ingemansson             | Jesper Harrie                    | 8 november 2015  | 1,452                    |
| 45          | 5             | "Fjällaporna"      | Niclas Carlsson/Eddie Åhgren | Jesper Harrie/Niclas Carlsson    | 15 november 2015 | 1,620                    |
| 46          | 6             | "Kontaktföräldern" | Niclas Carlsson/Eddie Åhgren | Jesper Harrie                    | 22 november 2015 | 1,373                    |
| 47          | 7             | "Soptalibanen"     | Emma Bucht                   | Tova Magnusson                   | 29 november 2015 | 1,456                    |
| 48          | 8             | "Hunkvinet"        | Emma Bucht                   | Ulf Kvensler                     | 6 december 2015  | 1,475                    |
| 49          | 9             | "Klassåterträffen" | Måns Herngren                | Jacob Seth Fransson              | 13 december 2015 | 1,452                    |
| 50          | 10            | "4:a vid Nytorget" | Måns Herngren                | Ulf Kvensler/Jacob Seth Fransson | 20 december 2015 | 1,361                    |

### Säsong 6 (2019)
| Nr i serien | Nr i säsongen | Titel | Regissör             | Manus                            | Sändningsdatum   | Tittarsiffror (miljoner) |
| ----------- | ------------- | ----- | -------------------- | -------------------------------- | ---------------- | ------------------------ |
| 51          | 1             | "–"   | Hans Ingemansson     | Niclas Carlsson                  | 20 oktober 2019  | 1,790                    |
| 52          | 2             | "–"   | Hans Ingemansson     | Moa Herngren                     | 27 oktober 2019  | 1,392                    |
| 53          | 3             | "–"   | Eddie Åhgren         | –                                | 3 november 2019  | 1,331                    |
| 54          | 4             | "–"   | Eddie Åhgren         | Tove Eriksen Hillblom            | 10 november 2019 | 1,294                    |
| 55          | 5             | "–"   | Emma Bucht           | Tove Eriksen Hillblom            | 17 november 2019 | 1,221                    |
| 56          | 6             | "–"   | Emma Bucht           | Jacob Seth Fransson              | 24 november 2019 | 1,230                    |
| 57          | 7             | "–"   | Josephine Bornebusch | Moa Herngren                     | 1 december 2019  | 1,193                    |
| 58          | 8             | "–"   | Josephine Bornebusch | Moa Herngren                     | 8 december 2019  | 1,118                    |
| 59          | 9             | "–"   | Josephine Bornebusch | Jacob Seth Fransson              | 15 december 2019 | 0,951                    |
| 60          | 10            | "–"   | Josephine Bornebusch | Niclas Carlsson & Felix Herngren | 22 december 2019 | 1,069                    |

### Säsong 7 (2021)
| Nr i serien | Nr i säsongen | Titel | Regissör         | Manus                             | Sändningsdatum   | Tittarsiffror (miljoner) |
| ----------- | ------------- | ----- | ---------------- | --------------------------------- | ---------------- | ------------------------ |
| 61          | 1             | "–"   | Emma Bucht       | Malin Sohlman-Möller              | 17 oktober 2021  | 1,225                    |
| 62          | 2             | "–"   | Emma Bucht       | Erik Hultkvist & Pontus Edgren    | 24 oktober 2021  | 1,048                    |
| 63          | 3             | "–"   | Emma Bucht       | Erik Hultkvist                    | 31 oktober 2021  | 1,133                    |
| 64          | 4             | "–"   | Emma Bucht       | Henrik Schyffert & Erik Hultkvist | 7 november 2021  | 1,1                      |
| 65          | 5             | "–"   | Henrik Schyffert | Malin Sohlman-Möller              | 14 november 2021 | 1,106                    |
| 66          | 6             | "–"   | Henrik Schyffert | Pontus Edgren                     | 21 november 2021 | 1,06                     |
| 67          | 7             | "–"   | Henrik Schyffert | Niclas Carlsson & Erik Hultkvist  | 28 november 2021 | 1,071                    |
| 68          | 8             | "–"   | Felix Herngren   | Erik Hultkvist                    | 5 december 2021  | 1,115                    |
| 69          | 9             | "–"   | Felix Herngren   | Niclas Carlsson & Erik Hultkvist  | 12 december 2021 | 1,102                    |
| 70          | 10            | "–"   | Felix Herngren   | Niclas Carlsson & Erik Hultkvist  | 19 december 2021 | –                        |